# 済南路

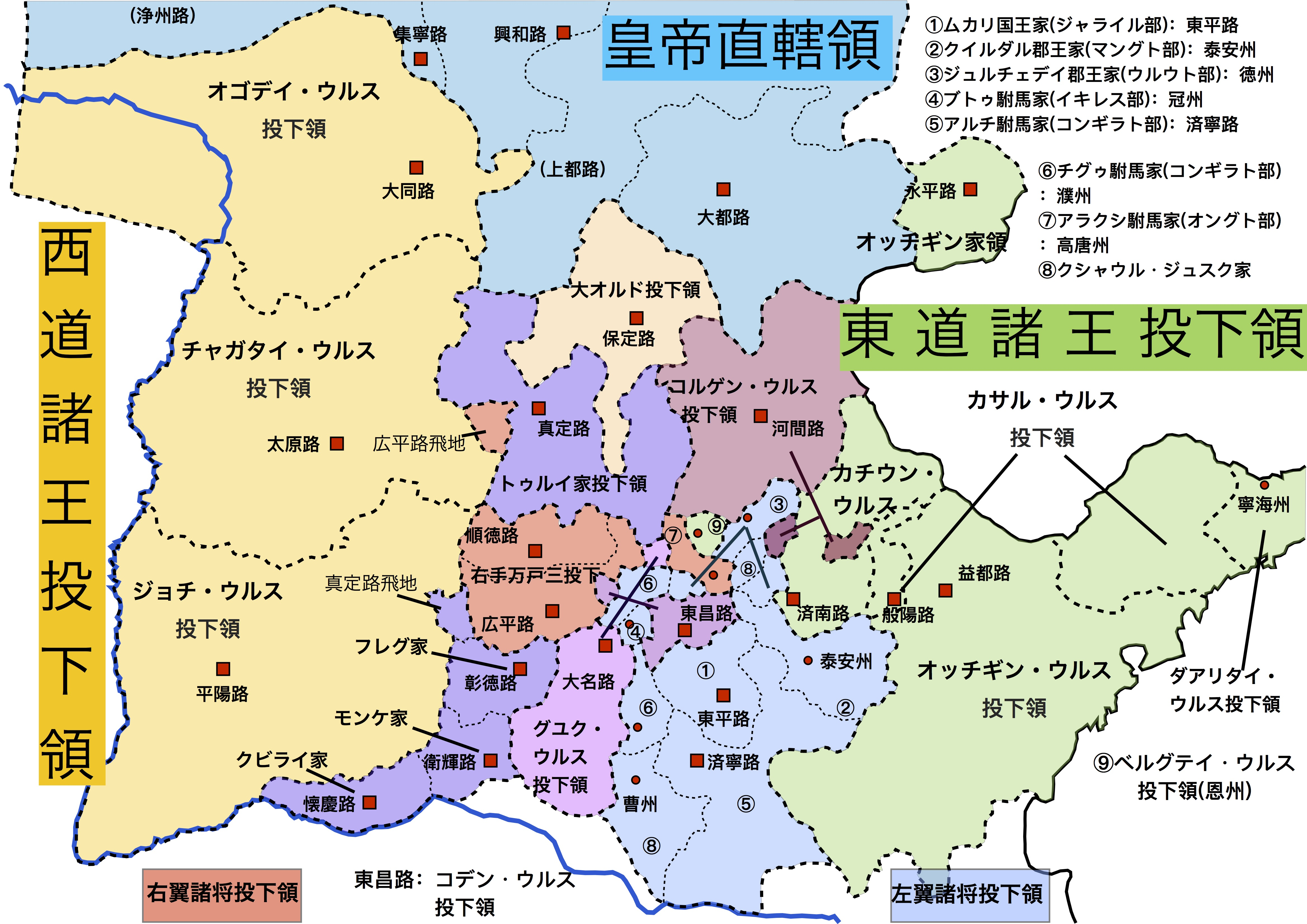
モンゴル時代の華北投下領。済南路は右に位置する。

済南路（さいなんろ）は、中国にかつて存在した路。モンゴル帝国および大元ウルスの時代に現在の山東省済南市・浜州市一帯に設置された。治所は歴城県で、大元ウルスの行政上は中書省に直属する地域（腹裏/コルン・ウルス）であった。
チンギス・カンの三弟のカチウンを始祖とするカチウン・ウルスの投下領であった。

## 歴史
唐代の済州、宋代・金代の済南府を前身とする。チンギス・カンによる最初の金朝遠征の際、ジョチ・カサルらチンギス・カンの弟達の一族（東道諸王）と国王ムカリらの率いる「左翼軍」は遼東・遼西地方から南下して山東半島一帯を攻略し、後の済南路一帯もモンゴル帝国の勢力下に入った。金朝遠征が成功裏に終わると、チンギス・カンは配下の諸王・諸将にそれぞれが攻略を担当した地域を領地（投下領）として与えており、この時現在の山東省西部一帯はカチウン家の勢力圏とされたと見られる。
1236年、第2代皇帝オゴデイはチンギス・カン時代の領土の分配を追認する形で河北の諸路を諸王・勲臣に分配した（丙申年分撥）が、この時カチウンの子のアルチダイはカチウン家の代表として済南地方に投下領を得た。この分撥を切っ掛けとして、アルチダイは『元史』において「済南王」の王号で記されるようになる。
朱元璋が明朝を建国すると、済南路は再び済南府と改められた。 

## 管轄州県
済南路には録事司、11県（内4県が路の直轄）、2州が設置されていた。

### 4県
- 歴城県
- 章丘県
- 鄒平県
- 済陽県[5]

### 2州
- 棣州…厭次県・商河県・陽信県・無棣県を管轄する[6]
- 浜州…渤海県・利津県・沾化県を管轄する[7]